# Càrrega hidràulica

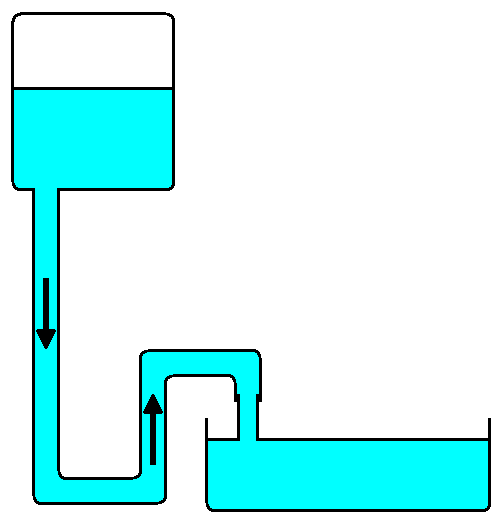
Demostració del concepte de càrrega hidràulica

La càrrega hidràulica o alçària piezomètrica és una mesura específica de la pressió d'un fluid per sobre un datum geodèsic. Se sol mesurar com una elevació de la superfície del líquid expressada en unitats de llargada, a l'entrada d'un piezòmetre. En un aqüífer es pot calcular a partir de la profunditat en aigua d'un pou piezomètric (un pou d'aigua especialitzat), sempre que vinguin donades les dades de profunditat i elevació piezomètriques. D'altra banda, la càrrega hidràulica també es pot obtenir mesurant en una columna d'aigua l'alçada de la superfície superior relativa a un datum comú.
La càrrega hidràulica es pot usar per determinar el gradient hidràulic entre dos o més punts.